# Cinenacional.com
Cinenacional.com, también conocido como Cine Nacional, es un portal web y base de datos en línea sobre cine argentino.
El sitio proporciona una vasta cantidad de información, incluyendo películas, programas televisivos, directores, actores, productores, y otras profesiones de la cinematografía en Argentina. Es el sitio más abarcativo de información sobre la industria de películas en el país, y cuenta con más de 30.000 artículos en su base de datos, desde la era del cine mudo en adelante.
En 2004 consiguió el patrocinio del Instituto Nacional de Cine y Artes Audiovisuales y del Museo del Cine Pablo Ducrós Hicken. También en ese año fue declarado de Interés Cultural por la Legislatura de la Ciudad de Buenos Aires.
En el marco del Festival BAFICI de 2018 Cinenacional.com estableció un acuerdo con CINAIN Cinemateca y Archivo de la Imagen Nacional para la preservación de la información del cine argentino. La autoridad de CINAIN Fernando Madedo y el director de Cinenacional.com Diego Papic sellaron el acuerdo.